# Martin Przygodzki
Martin Przygodzki (ur. 26 września 1991 w Trenczynie) – słowacki hokeista polskiego pochodzenia grający na pozycji napastnika (prawoskrzydłowego), reprezentant Polski.

## Kariera
Martin Przygodzki urodził się w Trenczynie jako syn Polaka i Słowaczki. Karierę rozpoczął w juniorach Dukli Trenczyn, gdzie w latach 2006–2008 występował w drużynach U-18 i U-20. Następnie występował w juniorach: HC Topoľčany U-18 (2008–2009), MHK Dubnica nad Váhom U-20 (2009), HK Nitra U-20 (2009–2010) oraz ponownie Dukla Trenczyn U-20 (2010–2011).
Jednak profesjonalną karierę rozpoczął w 2011 roku w Polsce, przechodząc do klubu ekstraligi polskiej – GKS-u Tychy. W sezonie 2011/2012 walczył z klubem o utrzymanie, a po zakończeniu rozgrywek reprezentował barwy MOSM Tychy w rozgrywkach Centralnej Ligi Juniorów 2011/2012, z którym wywalczył wicemistrzostwo Polski juniorów. W sezonie 2012/2013 zajął z klubem 3. miejsce po wygraniu rywalizacji 1:3 (2:6, 2:3, 4:1, 3:4 k.) z Ciarko Sanok w fazie play-off, a po zakończeniu rozgrywek został wypożyczony do Naprzodu Janów, któremu miał pomóc w wywalczeniu awansu do nowo utworzonej Polskiej Hokej Ligi, co jednak nie udało się zespołowi z Katowic. W sezonie 2013/2014 reprezentował barwy GKS-u Katowice.
6 maja 2014 roku został zawodnikiem Polonii Bytom, jednak jeszcze w tym samym sezonie przeniósł się do GKS-u Jastrzębie-Zdrój, w którym grał do końca sezonu 2014/2015 oraz zdobył wicemistrzostwo Polski.
Potem wrócił do Polonii Bytom, w barwach której w sezonie 2015/2016 z 35 golami został królem strzelców fazy zasadniczej Polskiej Hokej Ligi, a w sezonie 2016/2017 zdobył z klubem brązowy medal za zajęcie przez bytomski klub 3. miejsca w Polskiej Hokej Lidze, mimo iż w trakcie rozgrywek, 20 grudnia 2016 roku wraz z kolegą zespołu – Dmytro Demjaniukiem przeniósł się do Orlika Opole, w którym od razu stał się jednym z ważnych zawodników opolskiej drużyny. Po sezonie 2016/2017 grał przez krótki czas na wypożyczeniu w klubie ligi EUHL – Gladiators Trencin. 30 grudnia 2018 roku, po przegranym 8:2 wyjazdowym meczu ligowym z GKS-em Katowice, Przygodzki odszedł z pozostającego w poważnych problemach kadrowych i finansowych opolskiego klubu, w którym rozegrał 80 meczów w fazie zasadniczej Polskiej Hokej Ligi, w których zdobył 70 punktów (29 goli, 41 asyst) oraz spędził 60 minut na ławce kar natomiast w fazie play-off 11 meczów, w których zdobył 14 punktów (4 gole, 10 asyst) oraz spędził 40 minut na ławce kar.
4 stycznia 2019 roku wraz z kolegą z zespołu – Aleksiejem Trandinem został zawodnikiem Unii Oświęcim. W sezonie 2019/2020 najpierw dotarł do finału Pucharu Polski, w którym drużyna Biało–Niebieskich przegrała 2:0 z GKS-em Jastrzębiem-Zdrój, natomiast rozgrywki Polskiej Hokej Ligi, które zostały przedwcześnie zakończone z powodu pandemii koronawirusa, zakończyła na 2. miejscu, dzięki czemu zdobyła wicemistrzostwo Polski.
W maju 2021 został graczem Zagłębia Sosnowiec. W styczniu 2022 odszedł z tego klubu. W styczniu 2022 ogłoszono jego odejście z zespołu. Przeszedł wówczas do słowackiego klubu HK Dukla Michalovce. Latem 2022 przeszedł do Podhala Nowy Targ. Z końcem stycznia 2023 został wypożyczony do słowackiego HK Levice.
W trakcie kariery określany pseudonimem Papa Jones.

## Kariera reprezentacyjna
Martin Przygodzki w reprezentacji Polski zadebiutował 9 listopada 2018 roku w Hali Olivia w Gdańsku w meczu z reprezentacją Danii w ramach turnieju Euro Ice Hockey Challenge. Jednak mecz przy stanie 1:0 dla Biało-Czerwonych z powodu awarii został przerwany i został on uznany za nieodbyty. Oficjalny debiut zaliczył dzień później, 10 listopada 2018 roku w przegranym 2:4 meczu z reprezentacją Norwegii.
Pierwszą bramkę w reprezentacji Polski zdobył w wygranym 5:1 meczu z reprezentacją Ukrainy rozegranego w ramach turnieju towarzyskiego w Browarach. Mimo iż Przygodzki przed mistrzostwami świata 2019 Dywizji IB grał w każdym meczu reprezentacji Polski, selekcjoner Tomasz Valtonen nie powołał go na turniej w Tallinnie.
Przygodzki w 2020 roku został powołany na turniej kwalifikacyjny igrzysk olimpijskich 2022, który został rozegrany na lodowisku Barys Arena w Astanie. Przygodzki na tym turnieju zdobył 3 punkty (2 gole, 1 asysta) i w dużym stopniu przyczynił się do awansu do turnieju finałowego, który ma zostać rozegrany we wrześniu 2021 roku w Bratysławie.

## Statystyki

### Klubowe
| 2006–2007                          | Dukla Trenczyn U-18                | Słowacja U-18                      | 6   | 1   | 0   | 1   | 0   | –  | –  | –  | –  | –  |
| 2007–2008                          | Dukla Trenczyn U-18                | Słowacja U-18                      | 41  | 3   | 9   | 12  | 28  | –  | –  | –  | –  | –  |
| 2007–2008                          | Dukla Trenczyn U-20                | Słowacja U-20                      | 16  | 1   | 1   | 2   | 4   | –  | –  | –  | –  | –  |
| 2008–2009                          | Dukla Trenczyn U-20                | Słowacja U-20                      | 6   | 0   | 0   | 0   | 2   | –  | –  | –  | –  | –  |
| 2008–2009                          | HC Topoľčany U-18                  | Słowacja U-18 II                   | 4   | 1   | 2   | 3   | 0   | –  | –  | –  | –  | –  |
| 2009–2010                          | MHK Dubnica nad Váhom U-20         | Słowacja U-20 II                   | 2   | 0   | 2   | 2   | 2   | –  | –  | –  | –  | –  |
| 2009–2010                          | HK Nitra U-20                      | Słowacja U-20                      | 21  | 1   | 3   | 4   | 2   | –  | –  | –  | –  | –  |
| 2010–2011                          | Dukla Trenczyn U-20                | Słowacja U-20                      | 40  | 4   | 10  | 14  | 14  | 15 | 0  | 3  | 3  | 16 |
| 2011–2012                          | GKS Tychy                          | PLH                                | 41  | 4   | 4   | 8   | 30  | 4  | 1  | 2  | 3  | 2  |
| 2011–2012                          | MOSM Tychy                         | CLJ                                | –   | –   | –   | –   | –   | –  | –  | –  | –  | –  |
| 2012–2013                          | GKS Tychy                          | PLH                                | 25  | 0   | 1   | 1   | 8   | 3  | 0  | 0  | 0  | 0  |
| 2012–2013                          | Naprzód Janów                      | I liga polska                      | 7   | 5   | 6   | 11  | 0   | –  | –  | –  | –  | –  |
| 2013–2014                          | GKS Katowice                       | PHL                                | 37  | 16  | 13  | 29  | 10  | 3  | 0  | 0  | 0  | 0  |
| 2014–2015                          | Polonia Bytom                      | PHL                                | 25  | 6   | 10  | 16  | 18  | –  | –  | –  | –  | –  |
| 2014–2015                          | GKS Jastrzębie-Zdrój               | PHL                                | 19  | 2   | 2   | 4   | 8   | 14 | 4  | 2  | 6  | 4  |
| 2015–2016                          | Polonia Bytom                      | PHL                                | 42  | 35  | 26  | 61  | 48  | 3  | 0  | 0  | 0  | 4  |
| 2016–2017                          | Polonia Bytom                      | PHL                                | 25  | 4   | 6   | 10  | 20  | –  | –  | –  | –  | –  |
| 2016–2017                          | Orlik Opole                        | PHL                                | 11  | 4   | 2   | 6   | 2   | 5  | 0  | 3  | 3  | 4  |
| 2016–2017                          | Gladiators Trencin                 | EUHL                               | 2   | 1   | 1   | 2   | 0   | 2  | 1  | 0  | 1  | 0  |
| 2017–2018                          | Orlik Opole                        | PHL                                | 38  | 14  | 17  | 31  | 36  | 6  | 4  | 7  | 11 | 36 |
| 2018–2019                          | Orlik Opole                        | PHL                                | 31  | 11  | 22  | 33  | 22  | –  | –  | –  | –  | –  |
| 2018–2019                          | Unia Oświęcim                      | PHL                                | 10  | 1   | 9   | 10  | 2   | 10 | 4  | 4  | 8  | 6  |
| 2019–2020                          | Unia Oświęcim                      | PHL                                | 45  | 9   | 21  | 30  | 60  | 5  | 2  | 0  | 2  | 6  |
| 2020–2021                          | Unia Oświęcim                      | PHL                                | –   | –   | –   | –   | –   | –  | –  | –  | –  | –  |
| Razem w Słowacja U-18 (2 sezony)   | Razem w Słowacja U-18 (2 sezony)   | Razem w Słowacja U-18 (2 sezony)   | 47  | 4   | 9   | 13  | 28  | –  | –  | –  | –  | –  |
| Razem w Słowacja U-20 (4 sezony)   | Razem w Słowacja U-20 (4 sezony)   | Razem w Słowacja U-20 (4 sezony)   | 83  | 6   | 14  | 20  | 22  | 15 | 0  | 3  | 3  | 16 |
| Razem w Słowacja U-18 II (1 sezon) | Razem w Słowacja U-18 II (1 sezon) | Razem w Słowacja U-18 II (1 sezon) | 4   | 1   | 2   | 3   | 0   | –  | –  | –  | –  | –  |
| Razem w Słowacja U-20 II (1 sezon) | Razem w Słowacja U-20 II (1 sezon) | Razem w Słowacja U-20 II (1 sezon) | 2   | 0   | 2   | 2   | 2   | –  | –  | –  | –  | –  |
| Razem w PLH/PHL (10 sezonów)       | Razem w PLH/PHL (10 sezonów)       | Razem w PLH/PHL (10 sezonów)       | 349 | 106 | 133 | 239 | 264 | 53 | 15 | 18 | 33 | 62 |
| Razem w CLJ (1 sezon)              | Razem w CLJ (1 sezon)              | Razem w CLJ (1 sezon)              | –   | –   | –   | –   | –   | –  | –  | –  | –  | –  |
| Razem w I lidze polskiej (1 sezon) | Razem w I lidze polskiej (1 sezon) | Razem w I lidze polskiej (1 sezon) | 7   | 5   | 6   | 11  | 0   | –  | –  | –  | –  | –  |
| Razem w EUHL (1 sezon)             | Razem w EUHL (1 sezon)             | Razem w EUHL (1 sezon)             | 2   | 1   | 1   | 2   | 0   | 2  | 1  | 0  | 1  | 0  |

### Reprezentacyjne
| Rok                | Drużyna            | Turniej            | Miejsce            |    | M | G | A | Pkt | Kary |
| ------------------ | ------------------ | ------------------ | ------------------ | -- | - | - | - | --- | ---- |
| 2018               | Polska             | Int.               | –                  | 2  | 0 | 0 | 0 | 0   |      |
| 2019               | Polska             | Int.               | –                  | 7  | 1 | 0 | 0 | 0   |      |
| 2020               | Polska             | Kw. IO             | 1                  | 3  | 2 | 1 | 3 | 0   |      |
| Ogółem jako senior | Ogółem jako senior | Ogółem jako senior | Ogółem jako senior | 12 | 3 | 1 | 4 | 0   |      |

| Mecze i gole w reprezentacji | Mecze i gole w reprezentacji | Mecze i gole w reprezentacji | Mecze i gole w reprezentacji | Mecze i gole w reprezentacji      | Mecze i gole w reprezentacji | Mecze i gole w reprezentacji | Mecze i gole w reprezentacji | Mecze i gole w reprezentacji |
| Nr                           | Data                         | Miasto                       | Przeciwnik                   | Wynik                             | Bramki                       | Asysty                       | Kary (minuty)                | Rozgrywki                    |
| ---------------------------- | ---------------------------- | ---------------------------- | ---------------------------- | --------------------------------- | ---------------------------- | ---------------------------- | ---------------------------- | ---------------------------- |
| 1.                           | 10.11.2018                   | Gdańsk                       | Norwegia                     | 2:4 (0:1, 2:2, 0:1)               | 0                            | 0                            | 0                            | Euro Ice Hockey Challenge    |
| 2.                           | 11.11.2018                   | Gdańsk                       | Austria                      | 0:2 (0:0, 0:2, 0:0)               | 0                            | 0                            | 0                            | Euro Ice Hockey Challenge    |
| 3.                           | 08.02.2019                   | Browary                      | Ukraina                      | 5:1 (0:4, 0:1, 1:0)               | 1                            | 0                            | 0                            | Mecz towarzyski              |
| 4.                           | 09.02.2019                   | Browary                      | Rumunia                      | 0:2 (0:0, 0:1, 0:1)               | 0                            | 0                            | 0                            | Mecz towarzyski              |
| 5.                           | 10.04.2019                   | Miszkolc                     | Węgry                        | 1:2 (0:0, 1:0, 0:1 – 0:0, k. 0:2) | 0                            | 0                            | 0                            | Mecz towarzyski              |
| 6.                           | 12.04.2019                   | Miszkolc                     | Węgry                        | 2:4 (0:1, 0:0, 2:3)               | 0                            | 0                            | 0                            | Mecz towarzyski              |
| 7.                           | 08.11.2019                   | Gdańsk                       | Japonia                      | 3:2 (1:1, 2:0, 0:1)               | 0                            | 0                            | 0                            | Euro Ice Hockey Challenge    |
| 8.                           | 09.11.2019                   | Gdańsk                       | Włochy                       | 0:2 (0:0, 0:0, 0:2)               | 0                            | 0                            | 0                            | Euro Ice Hockey Challenge    |
| 9.                           | 10.11.2019                   | Gdańsk                       | Węgry                        | 0:2 (0:1, 0:0, 0:1)               | 0                            | 0                            | 0                            | Euro Ice Hockey Challenge    |
| 10.                          | 06.02.2020                   | Astana                       | Holandia                     | 8:0 (3:0, 4:0, 1:0)               | 0                            | 1                            | 0                            | Kw. IO 2022                  |
| 11.                          | 07.02.2020                   | Astana                       | Ukraina                      | 6:1 (1:1, 2:0, 3:0)               | 1                            | 0                            | 0                            | Kw. IO 2022                  |
| 12.                          | 09.02.2020                   | Astana                       | Kazachstan                   | 3:2 (1:0, 1:2, 1:0)               | 1                            | 0                            | 0                            | Kw. IO 2022                  |

## Sukcesy

### MOSM Tychy
- Wicemistrzostwo Polski juniorów: 2011–2012

### GKS Tychy
- 3. miejsce w ekstralidze: 2013

### GKS Jastrzębie-Zdrój
- Wicemistrzostwo Polski: 2015

### Polonia Bytom
- 3. miejsce w Polskiej Hokej Lidze: 2017

### Unia Oświęcim
- Wicemistrzostwo Polski: 2020[14]
- Finał Pucharu Polski: 2019, 2021

### Indywidualne
- Król strzelców Polskiej Hokej Ligi: 2016 (35 goli)